# Cantó de Neuilly-l'Évêque
El cantó de Neuilly-l'Évêque és un cantó francès del departament de l'Alt Marne, situat al districte de Langres. Té 16 municipis i el cap és Neuilly-l'Évêque.

## Municipis
- Andilly-en-Bassigny
- Bannes
- Beauchemin
- Bonnecourt
- Celsoy
- Changey
- Charmes
- Chatenay-Vaudin
- Dampierre
- Frécourt
- Lecey
- Neuilly-l'Évêque
- Orbigny-au-Mont
- Orbigny-au-Val
- Poiseul
- Rolampont

## Història
| Data d'elecció                           | Identitat      | Partit                                  | Qualitat |
| ---------------------------------------- | -------------- | --------------------------------------- | -------- |
| 1945-1951                                | Charles Barret | RI                                      |          |
| 1951-1964                                | Charles Habert | radical                                 |          |
| 1964-1988                                | André Luciot   | Divers droite, després UDR, després RPR |          |
| 1988-                                    | Francis Arnoud | RPR, després Divers droite              |          |
| les dades anteriors no són pas conegudes |                |                                         |          |
|                                          |                |                                         |          |

## Demografia
| A partir de 1990: Població sense dobles comptes |